# Crkva sv. Martina na Svetom Marku
Crkva sv. Martina, ranokršćanska crkva na kvarnerskom otoku Svetom Marku, u Hrvatskoj. Podignuta je u 6. stoljeću za potrebe posade u bizantskoj tvrđavi na otoku. Nalazila se unutar bizantskog castruma, kao i druga crkva, crkva sv. Ivana Zlatoustog. Od crkve sv. Martina danas su ostali samo ostatci koji danas nisu vidljivi.